# Galeodes graecus
Galeodes graecus är en spindeldjursart som beskrevs av Carl Ludwig Koch 1842. Galeodes graecus ingår i släktet Galeodes och familjen Galeodidae. Inga underarter finns listade i Catalogue of Life.